# District Line

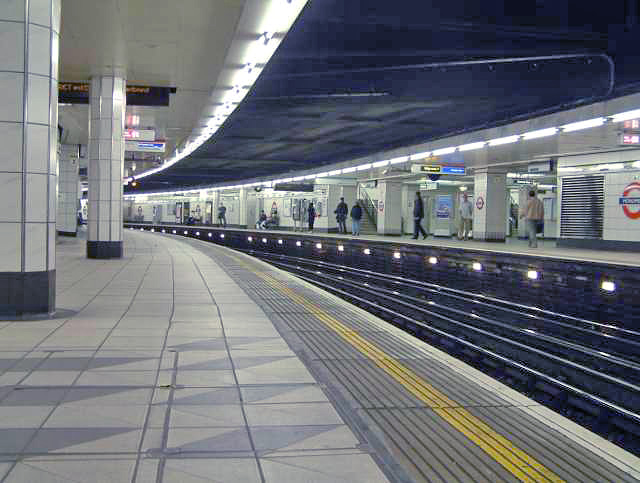
Perrons van station Monument

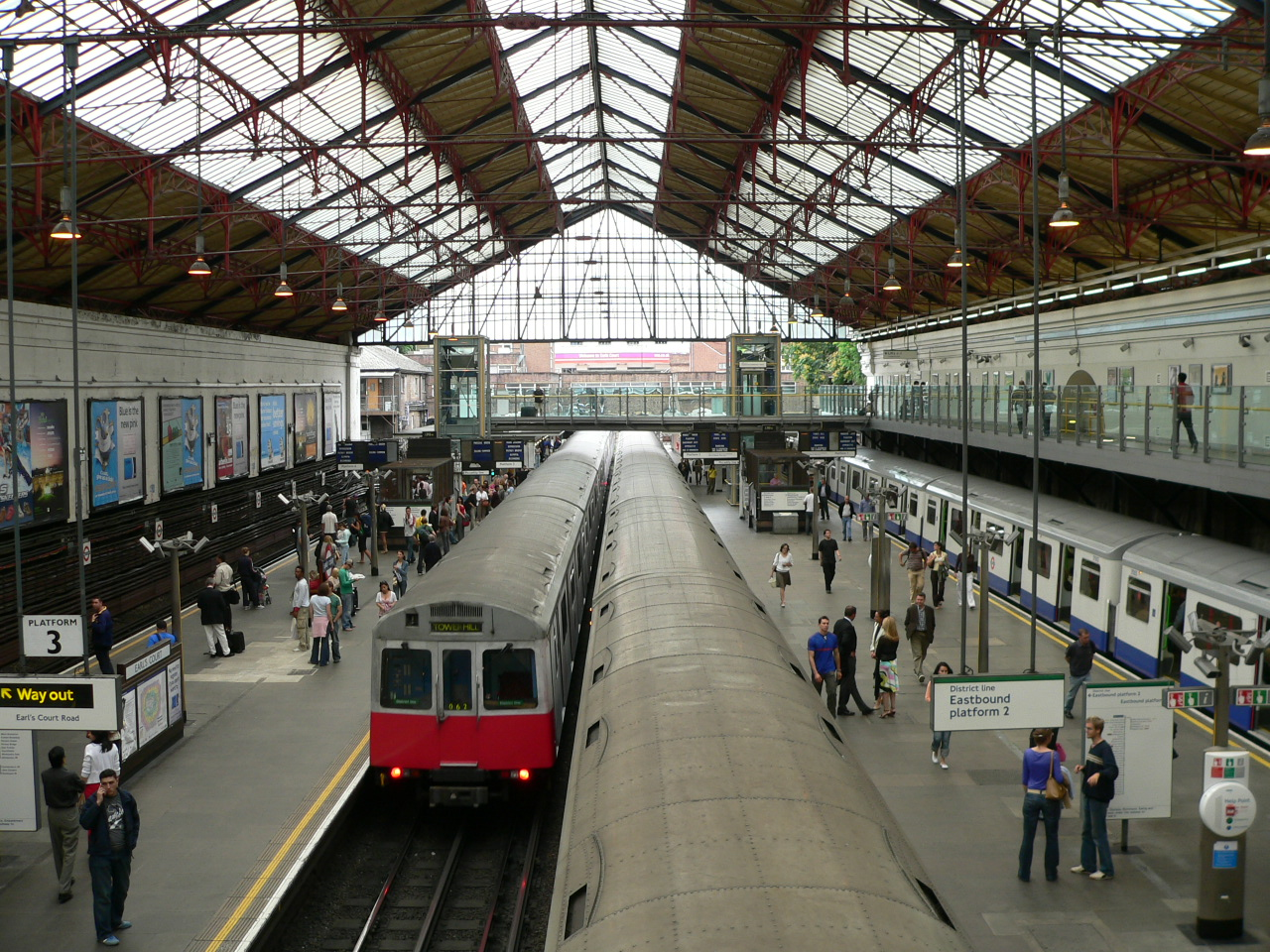
Hal van station Earl's Court

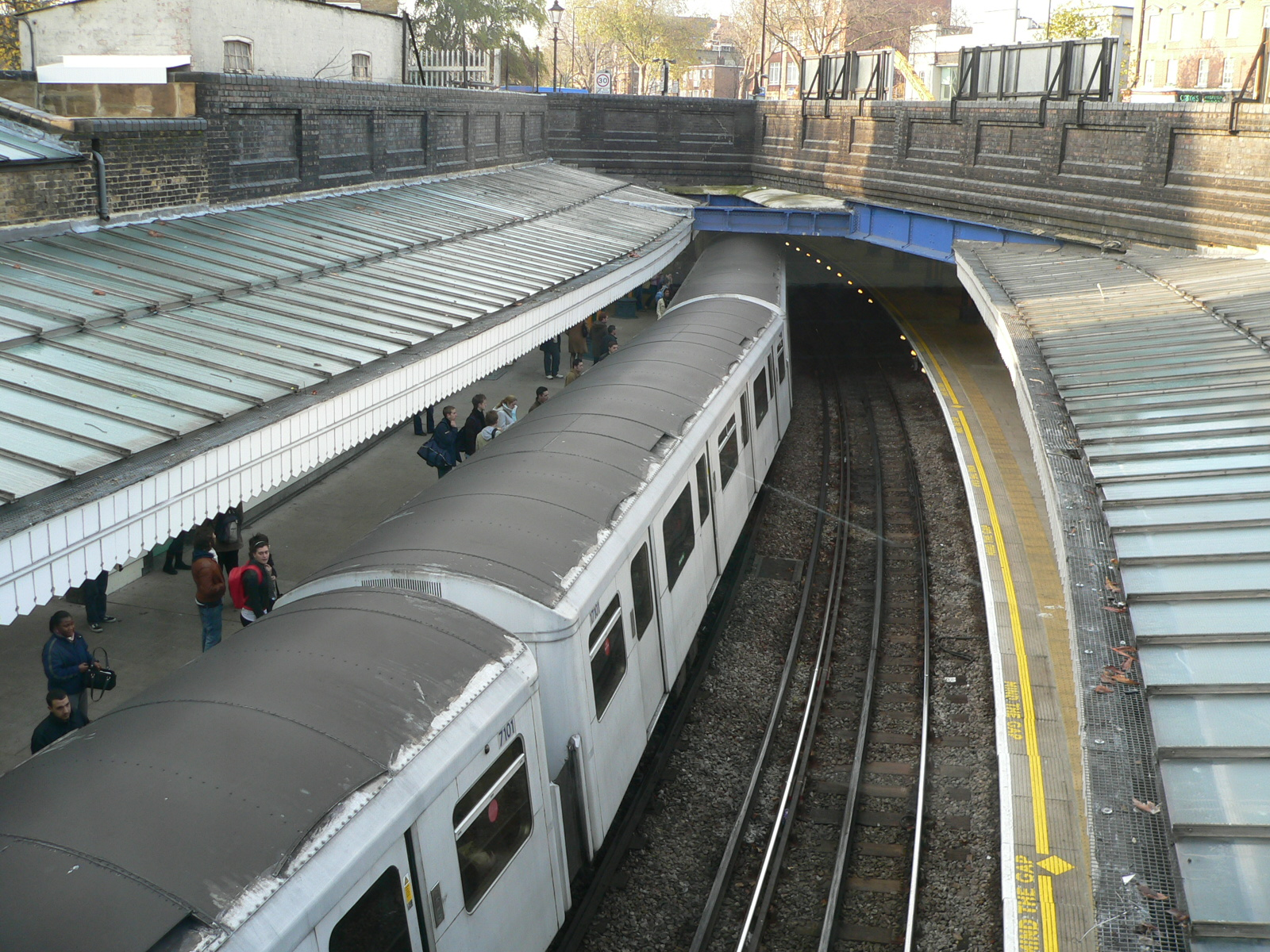
Het halfopen station Bow Road

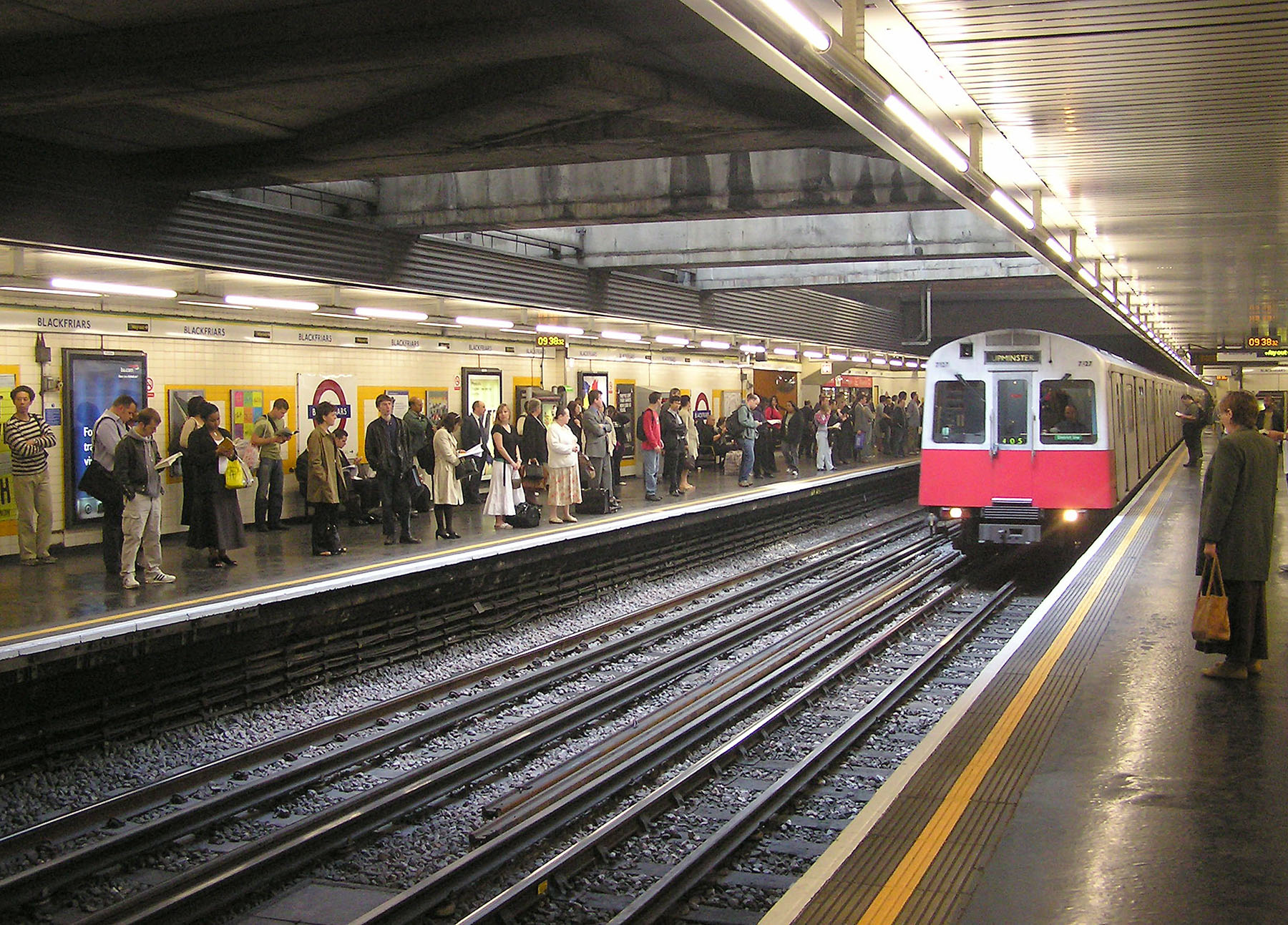
Station Blackfriars met binnenrijdende trein

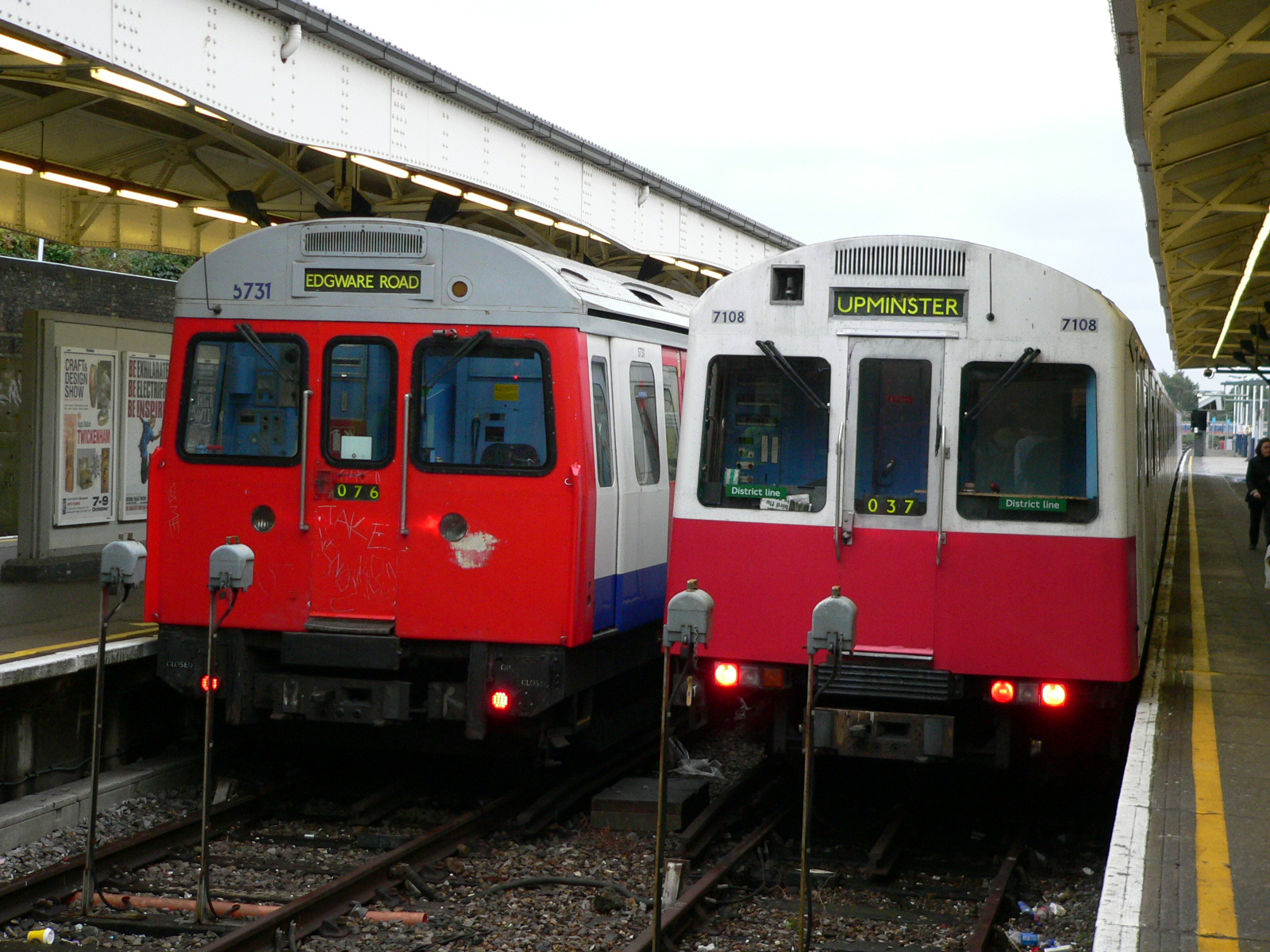
Treinen van het type C (links) en D in het eindpunt Wimbledon

De District Line is een lijn van de Londense metro. De lijn loopt van het oosten naar het westen van de stad en heeft een aantal takken, die eigenlijk als aparte lijnen worden geëxploiteerd (→ kaart). De District Line heeft een lengte van 64 kilometer, bedient 60 stations en wordt aangeduid met de kleur groen. Het is een "sub-surface"-lijn, wat betekent dat hij gebruikmaakt van ondiepe, via de openbouwmethode gegraven tunnels met een rechthoekig of ellipsvormig profiel. De District Line is de enige lijn van de Londense metro die de Theems oversteekt via een spoorbrug. Het eerste deel van de District Line werd geopend in 1868, waardoor het een van de oudste lijnen van het net is.

## Geschiedenis

### Ontwikkeling van de lijn
De oorsprong van de District Line lag bij de in 1864 opgerichte Metropolitan District Railway (MDR), die samen met de Metropolitan Railway was belast met het bouwen van een ringspoorlijn in het centrum van Londen. De MDR bouwde het zuidelijke deel van de ring en nam het eerste deel, tussen Westminster en South Kensington, in gebruik op 24 december 1868. De eerste verlengingen volgden al snel: in het westen tot Gloucester Road op 12 april 1869, in het oosten naar Blackfriars op 20 mei 1870. Op 3 juli 1871 werd de lijn doorgetrokken naar Mansion House en opende tevens een verbinding tussen Earl's Court en High Street Kensington, waar op de sporen van de Metropolitan (tegenwoordig Circle Line) naar het huidige eindpunt Edgware Road werd aangesloten. De verbinding tussen Earl's Court en Kensington (Olympia) werd op 1 februari 1872 in gebruik genomen.
Gedurende de jaren 1870 breidde de MDR zich sterk uit naar het westen, waar werd aangesloten op een spoorlijn van de London and South Western Railway (LSWR). Via deze lijn werd op 1 juni 1877 Richmond bereikt. Op 1 juli 1879 kwam de derde westelijke tak, naar Ealing Broadway, in dienst. Een tak naar Putney Bridge opende op 1 maart 1880 en negen jaar later gingen treinen op dit traject over sporen van de LSWR doorrijden naar Wimbledon. In het oosten was de lijn intussen (op 6 oktober 1884) aangesloten op de sporen van de Metropolitan Railway naar Whitechapel. De District Line kwam in zijn huidige vorm gereed op 2 juni 1902, toen via een bestaande hoofdlijn Upminster bereikt werd.
Aanvankelijk waren er in het westen ook takken naar Hounslow West (sinds 1884), Uxbridge en South Acton (beide sinds 1905). De eerstgenoemde tracés werden in 1964 resp. 1933 door de Piccadilly Line overgenomen, de lijn naar South Acton sloot definitief in 1959. Ook verzorgde de MDR ooit diensten tot ver buiten de stadsgrenzen: in het westen naar Windsor (1883-1885) en in het oosten naar Southend-on-Sea (1910-1939).

### Elektrificatie
Na enkele eerdere plannen begonnen de MDR en de Metropolitan Railway, die samen de ringspoorweg exploiteerden, in 1900 te experimenteren met elektrische tractie op het traject Earl's Court - High Street Kensington. Voor deze proef schaften beide maatschappijen gezamenlijk een elektrisch zesrijtuigstel aan.
Na de test besloten de District en Metropolitan in 1901 voeding met wisselstroom in te voeren, geleverd via een bovenleiding. Nadat de MDR van eigenaar was gewisseld ontstond er echter onenigheid en werd uiteindelijk voor gelijkstroom via een derde rail gekozen. Tussen 1903 en 1908 werd de gehele lijn geëlektrificeerd, met uitzondering van het traject Barking - Upminster, dat pas sinds 1932 elektrisch geëxploiteerd wordt.

### Latere ontwikkelingen
In 1901-1902 werd de MDR overgenomen door de Underground Electric Railways Company. In 1933 werd de MDR samen met de rest van het Londense metronet genationaliseerd. De lijn werd onderdeel van de voor dit doel opgerichte London Passenger Transport Board, die ook de naam "District Line" invoerde. In 1948 werd het stedelijke openbaar vervoer overgedragen aan London Transport, nu Transport for London (TfL). Sinds januari 2003 wordt de District Line in het kader van publiek-private samenwerking (PPS) onderhouden door het bedrijf Metronet. De reizigersdienst wordt echter nog altijd door TfL uitgevoerd.

## Dienstuitvoering
Buiten de spitsuren worden de volgende routes bereden:
- Ealing Broadway - Tower Hill (6x per uur)
- Richmond - Upminster (6x per uur)
- Wimbledon - Upminster (6x per uur)
- Wimbledon - Edgware Road (6x per uur)
- Kensington (Olympia) - High Street Kensington (4x per uur)

## Materieel
De diensten op de District Line werden van 1980 tot 2017 grotendeels uitgevoerd met treinen van het sub-surface-type D (ook aangeduid als D78), behalve op het traject Wimbledon - Edgware Road, waar (vanwege de kortere perrons) C-materieel werd ingezet. Treinstellen van beide types bestonden steeds uit zes gekoppelde rijtuigen. Treinen van het type D hebben alleen enkele deuren, in tegenstelling tot het andere materieel van de Londense metro, dat over dubbele deuren beschikt. Het D-materieel gold als het meest betrouwbare van de gehele vloot. Tussen 2005 en 2008 werden alle treinen het type D gereviseerd, waarbij ze onder meer werden voorzien van een moderner interieur en informatieschermen en in het standaard kleurenschema van de Underground werden geschilderd (het was het laatste materieel dat nog onbeschilderd was). 
Vanaf juni 2014 is het materieel van de District Line geleidelijkaan vervangen door nieuwe zevendelige treinstellen van het type S7. Deze moderne treinstellen zijn voorzien van airconditioning en hebben een doorloopmogelijkheid door de hele trein. Begin 2017 was alle nieuwe materieel in dienst.
Voor stalling en onderhoud zijn er depots aanwezig bij de stations Upminster en Ealing Common.

## Stations
Gesloten stations staan cursief in de tabel
| Noord/Zuid             | Oost/West         | Zijtakken            | Overstappunt | Foto * | Type                         | Geopend           | Ligging                       | Opmerkingen |
| ---------------------- | ----------------- | -------------------- | ------------ | ------ | ---------------------------- | ----------------- | ----------------------------- | --- |
|                        | Upminster         |                      |              | 1 !    | Maaiveld                     | 11 mei 1885       | 51° 33′ 33″ NB, 0° 15′ 4″ OL  | District Line vanaf 1902, metrodienst tussen 1905 en 1932 onderbroken.                                                    |
|                        | Upminster Bridge  |                      |              | 2 !    | Talud                        | 17 december 1934  | 51° 33′ 29″ NB, 0° 14′ 3″ OL  | |
|                        | Hornchurch        |                      |              | 3 !    | Maaiveld                     | 1 mei 1885        | 51° 33′ 14″ NB, 0° 13′ 8″ OL  | |
|                        | Elm Park          |                      |              | 4 !    | Maaiveld                     | 13 mei 1935       | 51° 32′ 59″ NB, 0° 11′ 52″ OL | |
|                        | Dagenham East     |                      |              | 5 !    | Maaiveld                     | 1 mei 1885        | 51° 32′ 40″ NB, 0° 9′ 56″ OL  | |
|                        | Dagenham Heathway |                      |              | 6 !    | Maaiveld                     | 12 september 1932 | 51° 32′ 30″ NB, 0° 8′ 49″ OL  | |
|                        | Becontree         |                      |              | 7 !    | Maaiveld                     | 28 juni 1926      | 51° 32′ 25″ NB, 0° 7′ 37″ OL  | |
|                        | Upney             |                      |              | 8 !    | Maaiveld                     | 19 september 1932 | 51° 32′ 19″ NB, 0° 6′ 5″ OL   | |
|                        | Barking           |                      |              | 9 !    | Maaiveld                     | 13 April 1854     | 51° 32′ 22″ NB, 0° 4′ 51″ OL  | |
|                        | East Ham          |                      |              | 10 !   | Maaiveld                     | 31 maart 1858     | 51° 32′ 22″ NB, 0° 3′ 6″ OL   | |
|                        | Upton Park        |                      |              | 11 !   | Maaiveld                     | 1 september 1877  | 51° 32′ 7″ NB, 0° 2′ 4″ OL    | |
|                        | Plaistow          |                      |              | 12 !   | Maaiveld                     | 31 maart 1858     | 51° 31′ 53″ NB, 0° 1′ 2″ OL   | |
|                        | West Ham          |                      |              | 13 !   | Talud                        | 11 juni 1902      | 51° 31′ 43″ NB, 0° 0′ 17″ OL  | Geopend voor de District Line Vanaf 30 mrt 1936 ook Metropolitan / Hammersmith & City 14 mei 1999 Jubilee Line toegevoegd |
|                        | Bromley-by-Bow    |                      |              | 14 !   | Maaiveld                     | 11 juni 1902      | 51° 31′ 29″ NB, 0° 0′ 40″ WL  | |
|                        | Bow Road          |                      |              | 15 !   | Uitgraving                   | 11 juni 1902      | 51° 31′ 36″ NB, 0° 1′ 29″ WL  | |
|                        | Mile End          |                      |              | 16 !   | Ondiep gelegen zuilenstation | 2 juni 1902       | 51° 31′ 31″ NB, 0° 2′ 1″ WL   | Sinds 4 December 1946 een station van de Central Line                                                                     |
|                        | Stepney Green     |                      |              | 17 !   | Kuipstation                  | 11 juni 1902      | 51° 31′ 19″ NB, 0° 2′ 44″ WL  | |
|                        | Whitechapel       |                      |              | 18 !   | Uitgraving                   | 2 juni 1902       | 51° 31′ 10″ NB, 0° 3′ 40″ WL  | |
|                        | St Mary's         |                      |              | 19 !   | Uitgraving                   | 3 maart 1884      | 51° 31′ 4″ NB, 0° 3′ 53″ WL   | Gesloten 30 april 1938 |
|                        | Aldgate East      |                      |              | 20 !   | Ondiep gelegen zuilenstation | 6 oktober 1884    | 51° 30′ 55″ NB, 0° 4′ 20″ WL  | |
|                        | Tower Hill        |                      |              | 21 !   | Ondiep gelegen zuilenstation | 25 september 1882 | 51° 30′ 33″ NB, 0° 4′ 30″ WL  | |
|                        | Monument          |                      |              | 22 !   | Ondiep gelegen zuilenstation | 6 oktober 1884    | 51° 30′ 48″ NB, 0° 5′ 19″ WL  | |
|                        | Cannon Street     |                      |              | 23 !   | Ondiep gelegen zuilenstation | 1 september 1866  | 51° 30′ 41″ NB, 0° 5′ 26″ WL  | |
|                        | Mansion House     |                      |              | 24 !   | Ondiep gelegen zuilenstation | 3 juli 1871       | 51° 30′ 43″ NB, 0° 5′ 31″ WL  | |
|                        | Blackfriars       |                      |              | 25 !   | Uitgraving                   | 10 mei 1886       | 51° 30′ 41″ NB, 0° 6′ 13″ WL  | |
|                        | Temple            |                      |              | 26 !   | Ondiep gelegen zuilenstation | 30 mei 1870       | 51° 30′ 34″ NB, 0° 6′ 50″ WL  | |
|                        | Embankment        |                      |              | 27 !   | Ondiep gelegen zuilenstation | 30 mei 1870       | 51° 30′ 26″ NB, 0° 7′ 20″ WL  | |
|                        | Westminster       |                      |              | 28 !   | Ondiep gelegen zuilenstation | 24 december 1868  | 51° 30′ 4″ NB, 0° 7′ 30″ WL   | 24 dec 1868 geopend voor District Line, vanaf 1949 ook Circle Line 22 dec 1999 Jubilee Line toegevoegd                    |
|                        | St. James's Park  |                      |              | 29 !   | Ondiep gelegen zuilenstation | 24 december 1868  | 51° 29′ 53″ NB, 0° 7′ 60″ WL  | |
|                        | Victoria          |                      |              | 30 !   | Uitgraving                   | 24 december 1868  | 51° 29′ 42″ NB, 0° 08′ 37″ WL | Tegelwerk: Koningin Victoria                                                                                              |
|                        | Sloane Square     |                      |              | 31 !   | Uitgraving                   | 24 december 1868  | 51° 29′ 33″ NB, 0° 9′ 24″ WL  | |
|                        | South Kensington  |                      |              | 32 !   | Gestapeld station            | 24 december 1868  | 51° 29′ 38″ NB, 0° 10′ 26″ WL | Sinds 15 december 1906 een station van de Piccadilly Line                                                                 |
|                        | Gloucester Road   |                      |              | 33 !   | Uitgraving                   | 1 oktober 1868    | 51° 29′ 41″ NB, 0° 10′ 59″ WL | Sinds 15 december 1906 een station van de Piccadilly Line                                                                 |
| Edgware Road           | ↑↓                |                      |              | 34 !   | Uitgraving                   | 10 januari 1863   | 51° 31′ 12″ NB, 0° 10′ 5″ WL  | |
| Paddington             | ↑↓                |                      |              | 35 !   | Uitgraving                   | 1 oktober 1868    | 51° 30′ 56″ NB, 0° 10′ 31″ WL | |
| Bayswater              | ↑↓                |                      |              | 36 !   | Uitgraving                   | 1 oktober 1868    | 51° 30′ 44″ NB, 0° 11′ 17″ WL | |
| Notting Hill Gate      | ↑↓                |                      |              | 37 !   | Uitgraving                   | 1 oktober 1868    | 51° 30′ 32″ NB, 0° 11′ 50″ WL | |
| High Street Kensington | ↑↓                |                      |              | 38 !   | Uitgraving                   | 1 oktober 1868    | 51° 30′ 6″ NB, 0° 11′ 31″ WL  | |
| Earl's Court           | Earl's Court      | Earl's Court         |              | 39 !   | Uitgraving                   | 3 juli 1871       | 51° 29′ 29″ NB, 0° 11′ 41″ WL | Sinds 15 december 1906 een station van de Piccadilly Line                                                                 |
| ↑↓                     | ↑↓                | Kensington (Olympia) |              | 40 !   | Maaiveld                     | 10 januari 1863   | 51° 29′ 55″ NB, 0° 12′ 39″ WL | |
| West Brompton          | ↑↓                |                      |              | 41 !   | Maaiveld                     | 1 maart 1880      | 51° 29′ 11″ NB, 0° 11′ 42″ WL | |
| Fulham Broadway        | ↑↓                |                      |              | 42 !   | Uitgraving                   | 1 maart 1880      | 51° 28′ 44″ NB, 0° 11′ 42″ WL | |
| Parsons Green          | ↑↓                |                      |              | 43 !   | Uitgraving                   | 1 maart 1880      | 51° 28′ 29″ NB, 0° 12′ 4″ WL  | |
| Putney Bridge          | ↑↓                |                      |              | 44 !   | Uitgraving                   | 1 maart 1880      | 51° 28′ 6″ NB, 0° 12′ 32″ WL  | |
| East Putney            | ↑↓                |                      |              | 45 !   | Uitgraving                   | 3 juni 1889       | 51° 27′ 31″ NB, 0° 12′ 41″ WL | |
| Southfields            | ↑↓                |                      |              | 46 !   | Uitgraving                   | 3 juni 1889       | 51° 26′ 42″ NB, 0° 12′ 23″ WL | |
| Wimbledon Park         | ↑↓                |                      |              | 47 !   | Uitgraving                   | 3 juni 1889       | 51° 26′ 2″ NB, 0° 11′ 56″ WL  | |
| Wimbledon              | ↑↓                |                      |              | 48 !   | Uitgraving                   | 3 juni 1889       | 51° 25′ 24″ NB, 0° 12′ 15″ WL | |
|                        | West Kensington   |                      |              | 49 !   | Uitgraving                   | 9 september 1874  | 51° 29′ 26″ NB, 0° 12′ 26″ WL | |
|                        | Barons Court      |                      |              | 50 !   | Uitgraving                   | 9 september 1874  | 51° 29′ 26″ NB, 0° 12′ 49″ WL | Sinds 15 december 1906 een station van de Piccadilly Line                                                                 |
|                        | Hammersmith       |                      |              | 51 !   | Uitgraving                   | 9 september 1874  | 51° 29′ 34″ NB, 0° 13′ 28″ WL | Sinds 15 december 1906 een station van de Piccadilly Line                                                                 |
|                        | Ravenscourt Park  |                      |              | 52 !   | Talud                        | 1 april 1873      | 51° 29′ 37″ NB, 0° 14′ 6″ WL  | |
|                        | Stamford Brook    |                      |              | 53 !   | Talud                        | 1 februari 1912   | 51° 29′ 42″ NB, 0° 14′ 42″ WL | |
|                        | Turnham Green     | Turnham Green        |              | 54 !   | Talud                        | 1 juni 1877       | 51° 29′ 43″ NB, 0° 15′ 18″ WL | Sinds 23 juni 1963 een station van de Piccadilly Line                                                                     |
|                        | ↑↓                | Chiswick Park        |              | 55 !   | Talud                        | 1 juli 1879       | 51° 29′ 42″ NB, 0° 16′ 8″ WL  | |
|                        | ↑↓                | Acton Town           |              | 56 !   | Maaiveld                     | 1 juli 1879       | 51° 30′ 10″ NB, 0° 16′ 48″ WL | Sinds 4 juli 1932 een station van de Piccadilly Line                                                                      |
|                        | ↑↓                | Ealing Common        |              | 57 !   | Uitgraving                   | 1 juli 1879       | 51° 30′ 37″ NB, 0° 17′ 17″ WL | Sinds 4 juli 1932 een station van de Piccadilly Line                                                                      |
|                        | ↑↓                | Ealing Broadway      |              | 58 !   | Uitgraving                   | 6 april 1838      | 51° 30′ 53″ NB, 0° 18′ 5″ WL  | Metro sinds 1 maart 1883                                                                                                  |
|                        | Gunnersbury       |                      |              | 59 !   | Maaiveld                     | 1 januari 1869    | 51° 29′ 30″ NB, 0° 16′ 30″ WL | |
|                        | Kew Gardens       |                      |              | 60 !   | Maaiveld                     | 1 januari 1869    | 51° 28′ 37″ NB, 0° 17′ 6″ WL  | |
|                        | Richmond          |                      |              | 61 !   | Talud                        | 27 juli 1846      | 51° 27′ 47″ NB, 0° 18′ 0″ WL  | |

* De sorteerwaarde van de foto is de ligging langs de lijn